# 高田由美
高田 由美（たかだ ゆみ、1961年9月21日 - ）は、日本の女性声優。東京都出身。81プロデュース所属。

## 経歴
小学生の頃、国語の授業での朗読が褒められたことで演劇の道を志す。
当初はラジオパーソナリティーになろうとしており、ラジオドラマの募集を知って応募。18歳の時、TBSラジオ『林美雄のパックインミュージック』で行われた一般公募のオーディションに合格。1979年2月27日に放送された同番組内の『瓜売小僧（うりうりぼうや）』（橋本治原作・桃尻娘のラジオドラマ）での蜜柑姫（みかんひめ）役が声優デビュー作となる。また、この時に野沢那智と白石冬美の目に留まったことで演劇界へ進出。
ミュージカル劇団「ミスタースリムカンパニー」で女優として活動後、声優へ転向。以前はぷろだくしょんバオバブに所属していた。
2009年10月頃を境に、体調不良のため『クレヨンしんちゃん』の吉永みどり役などの持ち役をすべて降板。多くの役は、当時同じ事務所に所属していた寺田はるひ（現・七緒はるひ）が後任となっている。2013年には、所属事務所の公式プロフィールにそれまで掲載されていたボイスサンプル音声が削除されたが、所属者として事務所には名前が残っている。公式アナウンスがないため現在の動向は不明だが、同じく声優の折笠愛によると療養中であるという。

## 人物
役柄としては、色っぽい少女、元気なお姉さんなどが多い。
趣味・特技は英検2級、読書、映画鑑賞。

## 代役・後任
高田の2009年の活動休止後、持ち役を引き継いだのは以下の通り。
| 後任       | 役名             | 概要作品                   | 後任の初担当                                       |
| ---------- | ---------------- | -------------------------- | -------------------------------------------------- |
| 七緒はるひ | 吉永みどり       | 『クレヨンしんちゃん』     | 第685話Aパート                                     |
| 七緒はるひ | シャンプー姉さん | 『しずくちゃん』           | 『ぴっちぴち♪しずくちゃん』                        |
| 七緒はるひ | 阿重霞           | 『天地無用!シリーズ』      | 『愛・天地無用!』                                  |
| 七緒はるひ |                  | 『コアラ・ブラザーズ』     | シーズン3                                          |
| 七緒はるひ | サリー           | 『告発の行方』テレビ朝日版 | 吹替補完版追加収録部分                             |
| 金元寿子   | 雲のもくちゃん   | 『それいけ!アンパンマン』  |                                                    |
| 水瀬いのり | 雲のもくちゃん   | 『それいけ!アンパンマン』  | しょくぱんまんとモクモク女王                       |
| 水瀬いのり | 黄色ピーマン     | 『それいけ!アンパンマン』  | キャベツマンとピーマントリオ                       |
| 折笠富美子 | 黄色ピーマン     | 『それいけ!アンパンマン』  |                                                    |
| 牧口真幸   | ケーキちゃん     | 『それいけ!アンパンマン』  | 『それいけ!アンパンマン ブラックノーズと魔法の歌』 |
| 日髙のり子 | ケーキちゃん     | 『それいけ!アンパンマン』  |                                                    |
| 丹下桜     | ケーキちゃん     | 『それいけ!アンパンマン』  |                                                    |
| 高橋美佳子 | ケーキちゃん     | 『それいけ!アンパンマン』  |                                                    |

## 出演
太字はメインキャラクター。

### テレビアニメ
1980年
- キャプテン

1981年
- まいっちんぐマチコ先生（ひとみ）

1982年
- 南の虹のルーシー（トブ・ポップル）

1983年
- キャプテン
- 子鹿物語（エラリー）
- スペースコブラ
- 聖戦士ダンバイン（1983年 - 1984年、キーン・キッス）
- 超時空世紀オーガス（パプティ）
- ドラえもん（テレビ朝日版第1期）（1983年 - 1984年、クン 他）
- ピュア島の仲間たち

1984年
- アタッカーYOU!（多岐川絵理）
- OKAWARI-BOY スターザンS（八神ジュン）
- ゴッドマジンガー（火野カオル）
- 超力ロボ ガラット（1984年 - 1985年、マリアン）
- パーマン（美人獣医、受付、アナウンサー）
- 魔法の妖精ペルシャ（ミナミ）
- よろしくメカドック（神崎しのぶ）

1985年
- うる星やつら（冬の妖精）
- キャッツ・アイ（友近由紀子）
- 星銃士ビスマルク（ローラ、ミーナ）
- 超獣機神ダンクーガ（ブリジット）

1986年
- 愛少女ポリアンナ物語（スーシー）
- 生徒諸君!心に緑のネッカチーフを（ソフトボール部員）
- 光の伝説（木戸恵利子、木戸幸子）
- マシンロボ クロノスの大逆襲（ミン〈2代目〉、アンナ）

1987年
- 愛の若草物語（ベティ）
- 赤い光弾ジリオン（メルウ）
- アニメ三銃士（コレット）
- あんみつ姫（ツミレ、カーミラ）
- ウルトラB（1987年 - 1989年、コアラ人形、ミナコ、モモコ、アナウンス、お手伝い）
- エスパー魔美（ふみ）
- きまぐれオレンジ☆ロード（スケバン、少女）
- のらくろクン（ヒップバーン、鯉子）

1988年
- シティーハンター（1988年 - 1991年、アリサ、椿、優希） - 3シリーズ
- それいけ!アンパンマン（1988年 - 2009年、小ぞうのジャンボ〈初代〉、台風ぼうや〈2代目〉、雲のもくちゃん〈2代目〉、黄色ピーマン〈初代〉、ケーキちゃん〈2代目〉、ケシゴム先生〈2代目〉他）
- 超音戦士ボーグマン（レイコ）

1989年
- 青いブリンク（フラ）
- 昆虫物語 みなしごハッチ（1989年 - 1990年、リンド、ルル、ホタルの娘）
- ジャングル大帝（新）（ミーナ）
- ハーイあっこです（ミチコ）
- パラソルヘンべえ（茜先生）
- らんま1/2 熱闘編（みどり）
- 笑ゥせぇるすまん（1989年 - 1991年、坊田の彼女、少女）

1990年
- オバタリアン（道子）
- ガジェット警部（ペニー）
- 魔法のエンジェルスイートミント（エルフィー、エイリーカ）

1991年
- 美味しんぼ（花嫁B、森沢よし子）
- おにいさまへ…（園部みゆき）
- きんぎょ注意報!（藤ノ宮千歳）
- スヌーピーとチャーリー・ブラウン（マーシー）
- 人魚姫 マリーナの冒険（レア）
- 魔法のプリンセス ミンキーモモ（第2作）（メグ）
- RPG伝説ヘポイ（プラダ）

1992年
- クッキングパパ（梅田由美）
- クレヨンしんちゃん（1992年 - 2009年、よしなが先生〈初代〉）
- チロリン村物語（アップル先生、ガスパ）
- ファンタジーアドベンチャー 長靴をはいた猫の冒険（シャロン）
- 炎の闘球児 ドッジ弾平（ママ）

1994年
- ポコニャン!（スチュワーデス、カモの子供）

1995年
- あずきちゃん（まどか）
- 天地無用!（1995年 - 2002年、阿重霞 / 柾木阿重霞） - 3シリーズ
- アリス探偵局（白雪姫子）
- モジャ公（ママドラゴ、真奈美の母）
- ヤンボウ ニンボウ トンボウ（バビ）

1996年
- きこちゃんすまいる（ママ）
- 少年サンタの大冒険!（エレン）
- 美少女戦士セーラームーンセーラースターズ（ノリ子）
- 魔法少女プリティサミー（露美御）
- YAT安心!宇宙旅行（ノリコ）

1997年
- あずみマンマ・ミーア（古城リサ）
- おまかせスクラッパーズ（虫虫）
- キューティーハニーF（サスペンションクロー姉）
- クイズ ウルティマX（ウルティマX）

1998年
- アリスSOS（トマトマ）
- 聖ルミナス女学院（シャノン・デ・パイ）
- パニポニ（ヌウ、コロンドーヌ婆）
- 春庭家の3人目（リサ子）
- まもって守護月天!（慶幸日天ルーアン）

1999年
- 下級生（牧原）
- バーバパパ世界をまわる（バーバベル）
- ぶぶチャチャ（キャサリン・ランド）
- 火魅子伝（星華）

2000年
- 金田一少年の事件簿（辻口令衣子）
- ゾイド -ZOIDS-（エリーナ）
- だぁ!だぁ!だぁ!（夢小路小春）
- ニャニがニャンだー ニャンダーかめん（ペペコ）
- ポケットモンスター（ヒバリ）

2001年
- 探偵少年カゲマン（サキ）
- だいすき!ぶぶチャチャ（キャサリン・ランド）
- まほろまてぃっく（2001年 - 2009年、式条沙織） - 2シリーズ＋特別編

2002年
- おねがい☆ティーチャー（風見はつほ）

2003年
- アストロボーイ・鉄腕アトム（ティアラ）
- カスミン（ヘナッチー）
- クロノクルセイド（イライザ）
- ポケットモンスター アドバンスジェネレーション（2003年 - 2006年、ビビアン）
- わがまま☆フェアリー ミルモでポン!（2003年 - 2005年、クモモ、エンピ） - 4シリーズ

2004年
- この醜くも美しい世界（ジェニファー・ポートマン）
- とっとこハム太郎 はむはむぱらだいちゅ!（マルチーズ）

2005年
- ガンパレード・オーケストラ（ユミ）

2006年
- ぜんまいざむらい（猫屋おせん、雷小僧、ジュリエット、マゲ太郎）
- ぷるるんっ!しずくちゃん（2006年 - 2007年、シャンプー姉さん、みてぃちゃん） - 2シリーズ
- 名探偵コナン（2006年 - 2009年、女、葉坂皆代、銀林恵奈）

2008年
- 地獄少女 三鼎（市村君枝）

### 劇場アニメ
1980年代
- 戦国魔神ゴーショーグン 時の異邦人（エトランゼ）（1985年、女の子）
- RUNNING BOY スター・ソルジャーの秘密（1986年、司会者）
- はれときどきぶた（1988年、和子先生）

1990年代
- それいけ!アンパンマンおむすびまん（1990年、エビしゅうまい）
- ハローキティのおやゆびひめ（1990年、妖精A）
- きんぎょ注意報!（1992年、藤ノ宮千歳）
- クレヨンしんちゃん アクション仮面VSハイグレ魔王（1993年、よしなが先生）
- クレヨンしんちゃん ブリブリ王国の秘宝（1994年、よしなが先生）
- クレヨンしんちゃん 雲黒斎の野望（1995年、よしなが先生）
- 劇場版 天地無用! in LOVE（1996年、阿重霞）
- クレヨンしんちゃん ヘンダーランドの大冒険（1996年、よしなが先生）
- 劇場版 天地無用! 真夏のイヴ（1997年、阿重霞）
- クレヨンしんちゃん 暗黒タマタマ大追跡（1997年、よしなが先生）
- クレヨンしんちゃん 電撃!ブタのヒヅメ大作戦（1998年、よしなが先生）
- 劇場版 天地無用! in LOVE2 遙かなる想い（1999年、阿重霞）
- クレしんパラダイス! メイド・イン・埼玉（1999年、よしなが先生）
- クレヨンしんちゃん 爆発!温泉わくわく大決戦（1999年、よしなが先生）

2000年代
- クレヨンしんちゃん 嵐を呼ぶジャングル（2000年、よしなが先生）
- クレヨンしんちゃん 嵐を呼ぶ モーレツ!オトナ帝国の逆襲（2001年、よしなが先生）
- それいけ!アンパンマン 怪傑ナガネギマンとやきそばパンマン（2001年、黄色ピーマン）
- クレヨンしんちゃん 嵐を呼ぶ 栄光のヤキニクロード（2003年、よしなが先生）
- クレヨンしんちゃん 伝説を呼ぶブリブリ 3分ポッキリ大進撃（2005年、よしなが先生）
- クレヨンしんちゃん 伝説を呼ぶ 踊れ!アミーゴ!（2006年、よしなが先生）
- クレヨンしんちゃん ちょー嵐を呼ぶ 金矛の勇者（2008年、よしなが先生）
- クレヨンしんちゃん オタケベ!カスカベ野生王国（2009年、よしなが先生）

### OVA
1985年
- ドリームハンター麗夢（女の子A）

1986年
- トゥインクルハート 銀河系までとどかない（シャイミィ）
- ドリームハンター麗夢II 聖美神学園の妖夢（清原由美）
- リヨン伝説フレア（フレア）
- くりいむレモン PART14 なりすスクランブル（窓際聖子）

1987年
- ボディジャック 楽しい幽体離脱(池ノ上こまば)
- 新くりいむレモン 森山塔ゲストスペシャル 5時間目のヴィーナス（葵しめじ）
- 超神伝説うろつき童子（看護婦、水角獣の女、スケ番の少女、アレクトー、ユミ、天野恵〈2代目〉、伊藤明美〈2代目〉）

1988年
- 新くりいむレモン 森山塔ゲストスペシャルII 放課後×××（葵しめじ）
- 吸血姫美夕（亜紀子）
- バルテュス ティアの輝き（ティア）
- レイナ剣狼伝説（ゆうこ）

1989年
- 独身アパートどくだみ荘II（ユミ）
- 星猫フルハウス（プリンプリン）

1990年
- イケナイBOY（慶子）
- リヨン伝説フレア2（フレア）

1991年
- EXPER ZENON（プリンセス アトーバー）

1992年
- 創世機士ガイアース
- 天地無用! 魎皇鬼（1992年 - 2002年、柾木阿重霞樹雷） - 3作品
- 花平バズーカ（高柳悦子）

1994年
- おたくの星座（ヤン）
- コズミック・ファンタジー 銀河女豹の罠（サヤ、もんも）
- 同級生 夏の終わりに（黒川さとみ）
- 嘆きの健康優良児（小川広恵）

1995年
- うしろのせきのオチアイくん（母）
- 魔法少女プリティサミー（高田阿重霞）

1996年
- 新リヨン伝説 漆黒の魔神（フレア）
- POWER DoLLS〜オムニ戦記2540〜（アリス・ノックス）

1998年
- ペンダント・II（万里）

1999年
- 新リヨン伝説 もう一人のフレア（フレア）
- それいけ!アンパンマン ようちえんはたのしいな（おりがみちゃん）
- BREAK-AGE（東海林）

2000年
- 黒の断章 Mystery of Necronomicom（咲水遥）
- 伝心 まもって守護月天!（慶幸日天ルーアン）

2002年
- ふたりエッチ（杉山真紀絵）

### ゲーム
1990年
- コズミック・ファンタジー 冒険少年ユウ（サヤ、もんも）
- SOL BIANCA（館内放送、心理機械）

1991年
- コズミック・ファンタジー2 冒険少年バン（サヤ、もんも）

1992年
- コズミック・ファンタジー3 冒険少年レイ（サヤ、もんも）
- コズミックファンタジー　ストーリーズ（サヤ、もんも）
- 超時空要塞マクロス2036（コミリア）
- 超時空要塞マクロス 永遠のラヴソング（コミリア）
- ぽっぷ'nまじっく（アニス）

1993年
- コズミック・ファンタジー ビジュアル集（サヤ、もんも）

1994年
- コズミック・ファンタジー4 銀河少年伝説突入編 伝説へのプレリュード（サヤ、もんも）
- コズミック・ファンタジー4 銀河少年伝説激闘編 光の宇宙の中で…（サヤ、もんも）

1995年
- アイドル雀士スーチーパイSpecial（西原恵子、片桐美穂）
- アイドル雀士スーチーパイRemix（西原恵子、片桐美穂）
- アイドル雀士スーチーパイLimited（西原恵子、片桐美穂）
- アイドル麻雀ファイナルロマンス2（浅倉麗奈、槙原博美）
- クレヨンしんちゃん パズル大魔王の謎（よしなが先生）

1996年
- アイドル雀士スーチーパイII Limited（西原恵子、片桐美穂）
- POWER DoLLS FX（アリス・ノックス）
- まじかるで〜と（一条寺愛弓）
- 魔法少女プリティサミー PART1 イン ザ アース（阿重霞）

1997年
- キューブバトラー（ミラクル・バニー）
- きらめきスターロード♪イントロ倶楽部♪（一条寺愛弓）
- この世の果てで恋を唄う少女YU-NO（サラ）
- 天地無用! 連鎖必要（阿重霞）
- 同級生2（舞島可憐）
- ボイスアイドルマニアックス〜プールバーストーリー〜（高田由美）
- 魔法少女プリティサミー PART2 イン ザ ジュライヘルム（阿重霞）

1998年
- ガーディアンリコール 〜守護獣召喚〜（日之影蘭、青龍）
- バックガイナー〜よみがえる勇者たち〜 -覚醒編「ガイナー転生」-（矢代要）
- ミサの魔法物語（カーリン・デュパル）

1999年
- スーパーロボット大戦コンプリートボックス（キーン・キッス）
- 火魅子伝〜恋解〜（星華）

2000年
- スーパーロボット大戦α（キーン・キッス）

2001年
- キッズステーション クレヨンしんちゃん オラとおもいでつくるゾ!（よしながみどり〈よしなが先生〉）
- ゴエモン 新世代襲名!（ユイ）
- スーパーロボット大戦α for Dreamcast（キーン・キッス）

2002年
- スーパーロボット大戦IMPACT（キーン・キッス）
- ゼノサーガ エピソードI［力への意志］（シェリィ・ゴドウィン）

2003年
- まほろまてぃっく 萌っと≠きらきらメイドさん。（式条沙織）

2004年
- ゼノサーガ エピソードII［善悪の彼岸］（シェリィ・ゴドウィン）
- ゼノサーガ フリークス（シェリィ・ゴドウィン）

2006年
- クレヨンしんちゃん 最強家族カスカベキング うぃ〜（よしなが先生）
- クレヨンしんちゃん 伝説を呼ぶ オマケの都ショックガーン!（よしながみどり、ED曲『アキハバラぶるーす』歌唱）
- ゼノサーガI・II（シェリィ・ゴドウィン）
- ゼノサーガ エピソードIII［ツァラトゥストラはかく語りき］（シェリィ・ゴドウィン）

2007年
- クレヨンしんちゃんDS 嵐を呼ぶ ぬってクレヨ〜ン大作戦!
- 名探偵コナン 追憶の幻想（甲斐詩子）

2008年
- クレヨンしんちゃん 嵐を呼ぶ シネマランド カチンコガチンコ大活劇!

2009年
- クレヨンしんちゃん 嵐を呼ぶ ねんどろろ〜ん大変身!

2015年
- スーパーロボット大戦BX（キーン・キッス）※ライブラリ出演

### ドラマCD
- ルナ・シークレット（亜夜香）
- レッスルエンジェルス 新女恒例!波乱必至の大忘年会 IN 下呂温泉（ビューティー市ヶ谷）

### 吹き替え

#### 映画
- アメリカン・サイコ（コートニー）
- アンツ・イン・ザ・パンツ!（フロリアンの母）
- いますぐ抱きしめたい（マギー）
- ヴァンピレラ（サラ〈コリンナ・ハーネイ〉）
- エンドア/魔空の妖精（シンデル〈オーブリー・ミラー〉）※劇場公開版
- 恋のゆくえ/ファビュラス・ベイカー・ボーイズ（ニーナ〈エリー・ラーブ〉）※機内上映版
- 殺人魚フライングキラー　※日曜洋画劇場版
- サンタクロース ※テレビ朝日版
- 幽幻道士シリーズ（テンテン〈シャドウ・リュウ〉）
  - 幽幻道士
  - 幽幻道士2
  - 幽幻道士3
  - 幽幻道士4
  - 来来!キョンシーズ
  - 新・幽幻道士 立体奇兵
- 告発の行方
- 新・桃太郎（妖精マーヤ）
- デルタ・フォース
- ドリーム・ガール/ママにはないしょの夏休み（スウェル〈クリスティナ・アップルゲイト〉）
- ハート・オブ・ウーマン（エリン〈ジュディ・グリア〉）※日本テレビ版
- マック（デビー〈ローレン・スタンリー〉）※JAL機内上映版

#### ドラマ
- お騒がせ!ツイスト一家（フィオナ）
- 怪奇ゾーンへようこそ
- スタートレック:ディープ・スペース・ナイン（トーラ・ジヤル）
- G-SAVIOUR（ミミ・デビア）
- ナイスサーティーズ
- フルハウス（スチュワーデス）
- 愉快なシーバー家（ディディ）

#### アニメ
- アイアンマン（レディマジック）
- おてんばソフィー（ミーナ）
- キトとウーフル（キミー）
- マルクス・ラジオ（ディンプル、花嫁 他）

### 人形劇
- アップルポップ（フジテレビ『ひらけ!ポンキッキ』内での1コーナー）（ピリル[22]）
- あつまれじゃんけんぽん（ミーコ）
- スヌーピーとチャーリーブラウン（マーシー）
- ドラムカンナの冒険（エリザベス）

### 特撮
- 仮面ライダーシリーズ
  - 仮面ライダーアギト（2001年、ビーロード / アピス・メリトゥスの声）
  - 仮面ライダー龍騎（2002年、テラバイターの声）
- 爆竜戦隊アバレンジャー DELUXE アバレサマーはキンキン中!（2003年、ハナビキニキビーナスの声）

### ラジオ
- 秘密の天地無用!（文化放送ほか、相方は折笠愛）
- 愛と由美のあぁぁ新天地!（上記番組同様）
- ラジオ・パイオニア 〜まほろDE放送局〜（BSQR489、相方は水野愛日。2002年4月4日 - 2002年9月26日、2002年10月3日、2003年8月14日）
- GENEON PRESENTS 週刊アニメプレス（BSQR489、相方は清水愛。2004年4月 - 2004年9月 BBQRでも番組の一部を除いて放送。）

### ラジオドラマ
- 「G-SAVIOUR」サウンドシネマ 第1話“イカロスの赤い翼”（ミミ・デビア）
- 霊都清掃こいまげ（魔弓鏡子）

### 舞台
- 王様の耳はファンタジー
- HOLDMETIGHT
- BLUEBIRD
- おかしな二人

### 音楽番組
- COUNT DOWN TV（フミエ、デミコ）

### 教育番組
- あいうえお（雪女）
- こども囲碁入門 9路盤にチャレンジ!（サギのサッキー）
- さんすうすいすい（いちごの王女さま）
- 天才てれびくん「ポコ・ア・ポコ」（りす）
- 天才てれびくんMAX（エトワール、ラビ88号、Dr.ラビ∞号）
- バケルノ小学校ヒュードロ組（ねむりミーコ）
- ひとりでできるもん!（ソウナンジャ）
- ぴょん太のあんぜんにっき

### その他コンテンツ
- 積水ハウス（バーバベル）
- ソースネクスト メキメキ算数伝説/算数伝説 ドラゴンクリスタルを探せ（雪姫）
- どーもスポット・Domo TV（しのぶさん〈2代目〉）

### シリーズ一覧
1. ↑  第1作（1995年）、第2作『新・天地無用！』（1997年）、第3作『天地無用! GXP』（2002年）
2. ↑  第1期（1992年）、第2期（1994年）、第3期（2003年）